# Teherans museum för samtida konst

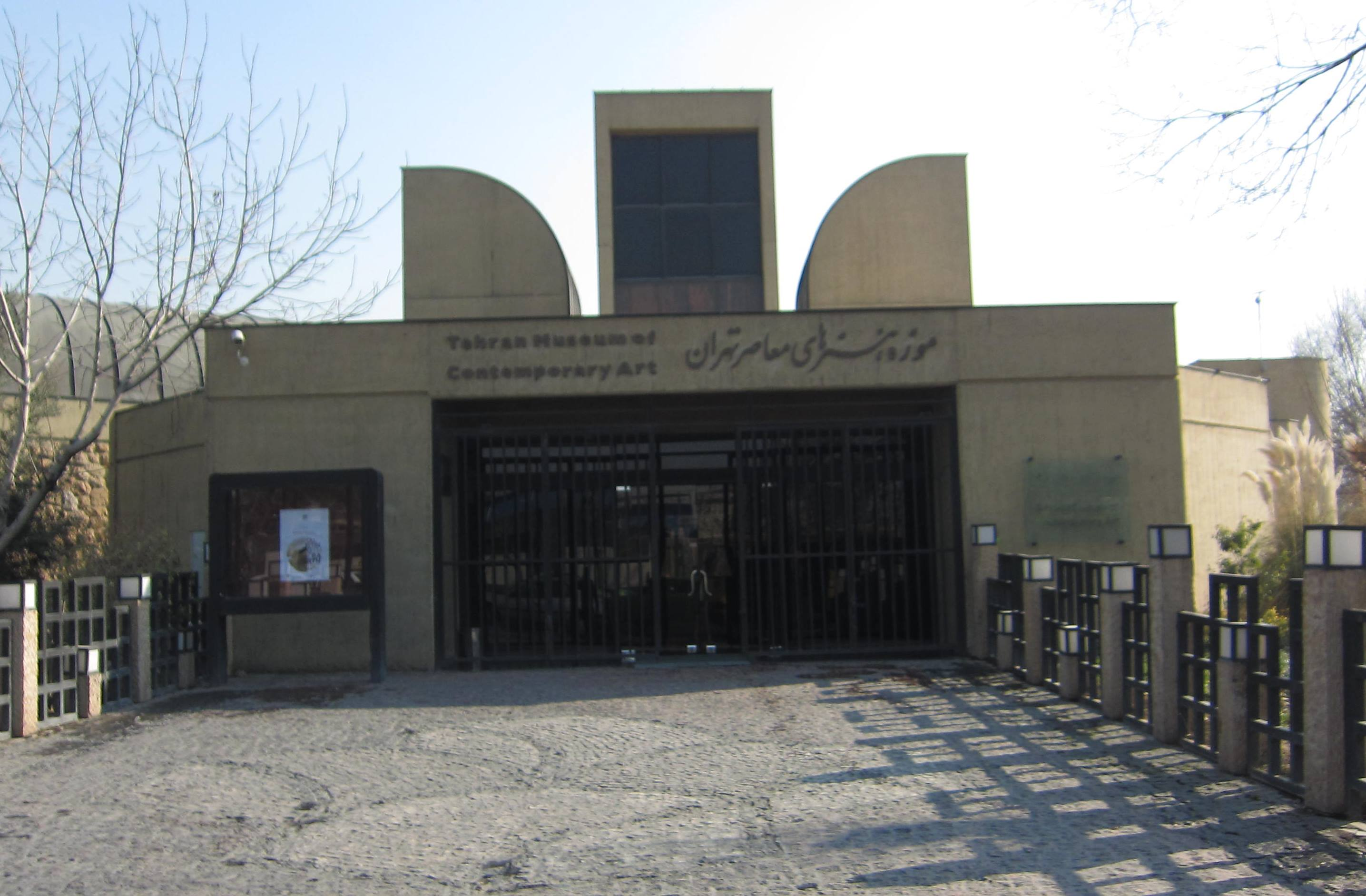
Teherans museum för samtida konst.

Teherans museum för samtida konst (persiska: موزه هنرهای معاصر تهران) ligger i centrum i Irans huvudstad Teheran och omges av en grön yta, Statyernas park. Museet har en area på 2 000 m² och nio rum.